# Ligue de hockey senior du Québec
Die Ligue de hockey senior du Québec (englisch Quebec Senior Hockey League) war eine kanadische Eishockey-Minor League aus Québec, die von 1953 bis 1959 existierte.

## Teams
- Saguenéens de Chicoutimi (1953–1959)
- Royaux de Montréal (1953–1959)
- Ottawa Senators (1953–1955)
- As de Québec (1953–1959)
- Shawinigan Cataracts (1955–1958)
- Sherbrooke Saints (1953–1954)
- Springfield Indians (1953–1954)
- Lions de Trois-Rivières (1957–1959)
- Valleyfield Braves (1953–1955)

## Meister

### Reguläre Saison
- 1954: Saguenéens de Chicoutimi
- 1955: Shawinigan Cataracts
- 1956: Shawinigan Cataracts
- 1957: As de Québec
- 1958: Chicoutimi Sagueneens
- 1959: Royaux de Montréal

### Playoffs
- 1954: As de Québec
- 1955: Shawinigan Cataracts
- 1956: Royaux de Montréal
- 1957: As de Québec
- 1958: Shawinigan Cataracts
- 1959: Royaux de Montréal